# 坎特伯雷故事集 (1972年电影)
《坎特伯雷故事集》（義大利語：I racconti di Canterbury）是一部1972年由意大利导演皮埃尔·保罗·帕索里尼导演的电影，改编自中世纪杰弗里·乔叟的叙事诗《坎特伯雷故事集》。它是皮埃尔·保罗·帕索里尼生命三部曲(義大利語：Trilogia della vita)的第二部。它在第22届柏林国际电影节赢得了金熊奖。
电影在原著24个故事中选取8个，内容包括有裸体、性和闹剧幽默，在其中许多场出现或至少涉及，但也有一些是帕索里尼自己的增加。

## 角色表
- Hugh Griffith - Sir January
- 劳拉·贝蒂 - The Wife of Bath
- Ninetto Davoli - Perkin
- Franco Citti - The Devil
- Josephine Chaplin - May
- Alan Webb - Old Man
- 帕索里尼 - 杰弗里·乔叟
- J. P. Van Dyne - The Cook
- Vernon Dobtcheff - The Franklin
- Adrian Street - Fighter
- Derek Deadman - The Pardoner (as Derek Deadmin)